# Umma gumma
Umma gumma é uma espécie de libelinha pertencente à família Calopterygidae. O nome deste gênero foi estabelecido em 1890 e esta espécie descrita em 2015 da África foi considerada pertencente ao gênero. A espécie recebeu o nome do álbum Ummagumma de Pink Floyd.